# USS Lamson (DD-328)
Za druga plovila z istim imenom glejte USS Lamson.
USS Lamson (DD-328) je bil rušilec razreda Clemson v sestavi Vojne mornarice Združenih držav Amerike.
Rušilec je bil poimenovan po pomorskem častniku Roswellu Hawksu Lamsonu.

## Zgodovina
V skladu s Londonskim sporazumom o pomorski razorožitvi je bil rušilec 1. maja 1930 izvzet iz aktivne službe in bil 17. januarja naslednjega leta prodan kot staro železo; ladjo so dokončno razrezali 18. oktobra 1934.